# Saint-Brice-sur-Vienne
Saint-Brice-sur-Vienne este o comună în departamentul Haute-Vienne din centrul Franței. În 2009 avea o populație de 1.532 de locuitori.

## Evoluția populației
| An        | 1975  | 1982  | 1990  | 1999  | 2006  | 2009  |
| --------- | ----- | ----- | ----- | ----- | ----- | ----- |
| Populație | 1.121 | 1.274 | 1.431 | 1.396 | 1.477 | 1.532 |